# Ramin Rezaeian
Ramin Rezaeian Semeskandi (tiếng Ba Tư: رامین رضائیان سمسکندی; sinh ngày 21 tháng 3 năm 1990) là một cầu thủ bóng đá chuyên nghiệp người Iran hiện thi đấu ở vị trí hậu vệ cho câu lạc bộ Sepahan tại Persian Gulf Pro League và đội tuyển quốc gia Iran.

## Thống kê sự nghiệp

### Câu lạc bộ
Tính đến 28 tháng 10 năm 2022
| Club         | Season       | League         | League | League | Hazfi Cup      | Hazfi Cup      | Asia   | Asia   | Other | Other | Total | Total |
| Club         | Season       | Division       | Apps   | Goals  | Apps           | Goals          | Apps   | Goals  | Apps  | Goals | Apps  | Goals |
| ------------ | ------------ | -------------- | ------ | ------ | -------------- | -------------- | ------ | ------ | ----- | ----- | ----- | ----- |
| Saba         | 2009–10      | Pro League     | 20     | 1      | 0              | 0              | —      | —      | —     | —     | 20    | 1     |
| Saba         | 2010–11      | Pro League     | 22     | 1      | 1              | 0              | —      | —      | —     | —     | 23    | 1     |
| Saba         | 2011–12      | Pro League     | 24     | 0      | 2              | 0              | —      | —      | —     | —     | 26    | 0     |
| Saba         | 2012–13      | Pro League     | 31     | 4      | 0              | 0              | 1      | 0      | —     | —     | 32    | 4     |
| Saba         | Total        | Total          | 97     | 6      | 3              | 0              | 1      | 0      | —     | —     | 101   | 6     |
| Rah Ahan     | 2013–14      | Pro League     | 27     | 2      | 3              | 2              | —      | —      | —     | —     | 30    | 4     |
| Rah Ahan     | 2014–15      | Pro League     | 27     | 9      | 2              | 0              | —      | —      | —     | —     | 29    | 9     |
| Rah Ahan     | Total        | Total          | 54     | 11     | 5              | 2              | —      | —      | —     | —     | 59    | 13    |
| Persepolis   | 2015–16      | Pro League     | 28     | 5      | 2              | 0              | —      | —      | —     | —     | 30    | 5     |
| Persepolis   | 2016–17      | Pro League     | 12     | 4      | 1              | 0              | 1      | 0      | —     | —     | 14    | 4     |
| Persepolis   | Total        | Total          | 40     | 9      | 3              | 0              | 1      | 0      | —     | —     | 44    | 9     |
| Club         | Season       | League         | League | League | Belgian Cup    | Belgian Cup    | Europe | Europe | Other | Other | Total | Total |
| Club         | Season       | Division       | Apps   | Goals  | Apps           | Goals          | Apps   | Goals  | Apps  | Goals | Apps  | Goals |
| Oostende     | 2017–18      | First Division | 16     | 1      | 2              | 0              | 2      | 0      | 5     | 1     | 25    | 2     |
| Club         | Season       | League         | League | League | Qatar Emir Cup | Qatar Emir Cup | Asia   | Asia   | Other | Other | Total | Total |
| Club         | Season       | Division       | Apps   | Goals  | Apps           | Goals          | Apps   | Goals  | Apps  | Goals | Apps  | Goals |
| Al Shahania  | 2018–19      | QSL            | 11     | 4      | 0              | 0              | —      | —      | —     | —     | 11    | 4     |
| Al Shahania  | 2019–20      | QSL            | 21     | 13     | 0              | 0              | —      | —      | 1     | 0     | 22    | 13    |
| Al Duhail    | 2019–20      | QSL            | —      | —      | 0              | 0              | 3      | 1      | —     | —     | 3     | 1     |
| Al Duhail    | 2020–21      | QSL            | 10     | 2      | —              | —              | —      | —      | 0     | 0     | 10    | 2     |
| Al Sailiya   | 2020–21      | QSL            | 11     | 3      | 2              | 0              | —      | —      | 5     | 0     | 18    | 3     |
| Al Sailiya   | 2021–22      | QSL            | 13     | 2      | —              | —              | —      | —      | 5     | 2     | 18    | 4     |
| Club         | Season       | League         | League | League | Hazfi Cup      | Hazfi Cup      | Asia   | Asia   | Other | Other | Total | Total |
| Club         | Season       | Division       | Apps   | Goals  | Apps           | Goals          | Apps   | Goals  | Apps  | Goals | Apps  | Goals |
| Persepolis   | 2021–22      | Pro League     | 13     | 0      | 1              | 0              | —      | —      | —     | —     | 14    | 0     |
| Sepahan      | 2022–23      | Pro League     | 11     | 3      | 0              | 0              | —      | —      | —     | —     | 11    | 3     |
| Career total | Career total | Career total   | 297    | 54     | 16             | 2              | 7      | 1      | 16    | 3     | 336   | 60    |

### Quốc tế

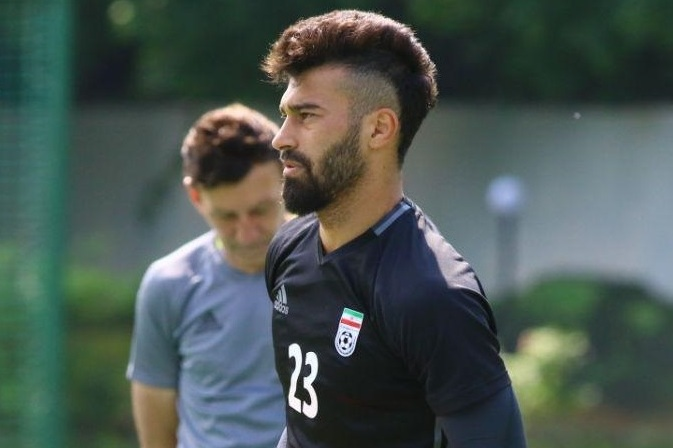
Ramin Rezaeian trong màu áo đội tuyển Iran

Tính đến  7 tháng 2 năm 2024
| Iran | Iran | Iran |
| Năm  | Trận | Bàn  |
| ---- | ---- | ---- |
| 2015 | 7    | 1    |
| 2016 | 9    | 1    |
| 2017 | 8    | 0    |
| 2018 | 11   | 0    |
| 2019 | 10   | 0    |
| 2020 | 0    | 0    |
| 2021 | 0    | 0    |
| 2022 | 3    | 1    |
| 2023 | 10   | 3    |
| 2024 | 6    | 0    |
| Tổng | 64   | 6    |

### Bàn thắng quốc tế
Bàn thắng và kết quả của Iran được để trước.
| #  | Ngày                 | Địa điểm                                              | Đối thủ                                   | Bàn thắng  | Kết quả | Giải đấu                      |     |
| -- | -------------------- | ----------------------------------------------------- | ----------------------------------------- | ---------- | ------- | ----------------------------- | --- |
| 1. | 17 tháng 11 năm 2015 | Trung tâm bóng đá Hiệp hội bóng đá Guam, Dededo, Guam | Guam                                      | 3–0        | 6–0     | Vòng loại FIFA World Cup 2018 |     |
| 2. | 10 tháng 11 năm 2016 | Sân vận động Shah Alam, Shah Alam, Malaysia           | Papua New Guinea                          | 8–1        | 8–1     | Giao hữu                      |     |
| 3. | 25 tháng 11 năm 2022 | Sân vận động Ahmed bin Ali, Al Rayyan, Qatar          | Wales                                     | 2–0        | 2–0     | FIFA World Cup 2022           |     |
| 4. | 28 tháng 3 năm 2023  | Sân vận động Azadi, Tehran, Iran                      | Kenya                                     | 2–1        | 2–1     | Giao hữu                      |     |
| 4. | 28 tháng 3 năm 2023  | Sân vận động Azadi, Tehran, Iran                      | Kenya                                     | 2–1        | 2–1     | Friendly                      |     |
| 5. | 16 tháng 11 năm 2023 | Sân vận động Azadi, Tehran, Iran                      | Hồng Kông                                 | 4–0        | 4–0     | Vòng loại FIFA World Cup 2026 |     |
| 6. | 21 tháng 11 năm 2023 | Sân vận động Azadi, Tehran, Iran                      | Sân vận động Milliy, Tashkent, Uzbekistan | Uzbekistan | 1–0     | Vòng loại FIFA World Cup 2026 | 2–2 |